# Pek

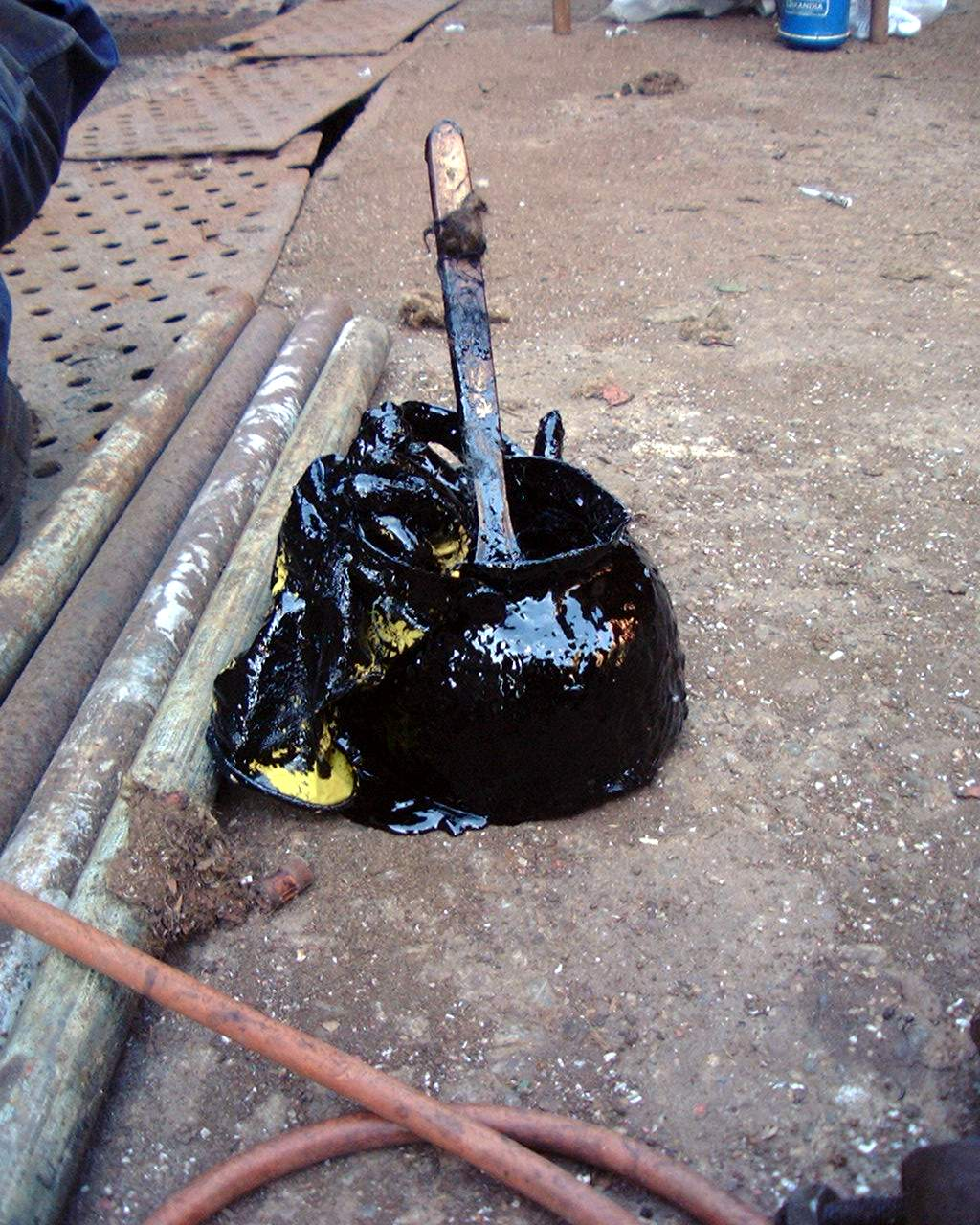
een emmer pek

Pek is een zwarte, brandbare, en uiterst stroperige vloeistof die overblijft na de destillatie van houtteer of steenkoolteer. Dat laatste gebeurt in een teerdestilleerderij of kortweg teerfabriek.
Pek werd onder meer toegepast bij de dakbedekking, zoals in asfaltpapier en bij de bereiding van asfaltbeton. Voorts wordt pek als bindmiddel gebruikt bij de fabricage van steenkoolbriketten en eierkool en bij de fabricage van anodes uit aardoliecokes, ten behoeve van de aluminiumindustrie, zoals onder meer gebeurde bij Aluchemie.
Onder meer wegens aangetoonde kankerverwekkende eigenschappen wordt pek uit steenkoolteer tegenwoordig niet meer toegepast voor dakbedekking of de vervaardiging van asfaltbeton. Daar is pek vervangen door bitumen, een zware fractie van aardolie.
Het viskeuze gedrag van pek wordt aangetoond in het pekdruppelexperiment.

## Duivels
Wegens de zwarte kleur en de stroperigheid wordt pek met de duivel en het kwade in verband gebracht. Dit blijkt uit het gezegde:
- Wie met pek omgaat, wordt ermee besmet. Pek geeft een vlek.
- Met Jantje Pek wordt de dood of de duivel bedoeld.